# 和平乡 (陇西县)
和平乡，是中华人民共和国甘肃省定西市陇西县下辖的一个乡镇级行政单位。

## 行政区划
和平乡下辖以下地区：
文中村、潘家湾村、永胜村、车场村、新康村、云川村、黄寨村和南岔村。